# Айк Кебек
Айк Кебек (на английски: Ike Quebec) е американски тенор саксофонист, майстор на джаза.
Музикалният критик Алекс Хендерсън пише:
| „ | „Макар че никога не беше новатор, Кебек разполагаше с грамаден, дълбоко вдишащ звук, който беше отличителен и лесно разпознаваем, и беше сравнително постоянен в народния блус, секси баладите и агресията в бързо темпо.“ | “ |